# Dreamland Japan: Writings On Modern Manga
Dreamland Japan: Writings On Modern Manga è un saggio di Frederik L. Schodt edito da Stone Bridge Press nel 1996. Pensato come seguito di Manga! Manga! The World of Japanese Comics del 1983, include informazioni su diverse importanti riviste manga (incluse otto pagine a colori di copertine di riviste) e su scrittori e mangaka, compresi molti che sono poco conosciuti al di fuori del Giappone. Un'ampia sezione inoltre dello scritto è inoltre dedicata ad Osamu Tezuka e di come le sue opere e non solo siano state ampiamente diffuse in Occidente dalla pubblicazione di Manga! Manga!. Infine, vengono trattati nuovi aspetti di questa cultura, quali l'uso del manga come propaganda per il culto di Aum Shinrikyō, l'evoluzione della cultura otaku ed il ruolo dei computer nella creazione di tali opere.